# Liegi-Bastogne-Liegi 2013
La Liegi-Bastogne-Liegi 2013, novantanovesima edizione della corsa, valevole come tredicesima prova dell'UCI World Tour 2013, si svolse il 21 aprile 2013 per un percorso di 261,5 km. Fu vinta dall'irlandese Daniel Martin, che concluse la corsa in 6h38'07" alla media di 39,41 km/h.
Dei 197 ciclisti alla partenza furono in 148 a concludere la gara.

## Percorso

### Côtes
Le undici salite inserite nell'edizione 2013
| Numero | Nome                        | Chilometro | Lunghezza (m) | Pendenza media (%) |
| ------ | --------------------------- | ---------- | ------------- | ------------------ |
| 11     | Côte de la Roche-en-Ardenne | 70         | 2800          | 6,2                |
| 10     | Côte de Saint-Roch          | 116,5      | 1000          | 11,0               |
| 9      | Côte de Wanne               | 160        | 2700          | 7,3                |
| 8      | Côte de Stockeu             | 166,5      | 1000          | 12,2               |
| 7      | Côte de la Haute-Levée      | 172,5      | 3600          | 5,7                |
| 6      | Col du Rosier               | 185        | 4400          | 5,9                |
| 5      | Côte du Maquisard           | 197,5      | 2500          | 5,0                |
| 4      | Mont-Theux                  | 208        | 2700          | 5,9                |
| 3      | Côte de La Redoute          | 223        | 2000          | 8,8                |
| 2      | Côte de Colonster           | 244,5      | 2400          | 6,0                |
| 1      | Côte de Saint-Nicolas       | 256        | 1200          | 8,6                |

## Squadre partecipanti
| N.      | Cod. | Squadra                    |
| ------- | ---- | -------------------------- |
| 1-8     | AST  | Astana Pro Team            |
| 11-18   | CAN  | Cannondale Pro Cycling     |
| 21-28   | EUC  | Team Europcar              |
| 31-38   | SKY  | Sky Procycling             |
| 41-48   | BMC  | BMC Racing Team            |
| 51-58   | KAT  | Katusha Team               |
| 61-68   | TST  | Team Saxo-Tinkoff          |
| 71-78   | RLT  | RadioShack-Leopard         |
| 81-88   | OPQ  | Omega Pharma-Quickstep     |
| 91-98   | GRS  | Garmin-Sharp               |
| 101-108 | MOV  | Movistar Team              |
| 111-118 | BLA  | Blanco Pro Cycling Team    |
| 121-128 | COF  | Cofidis, Solutions Credits |

| N.      | Cod. | Squadra                     |
| ------- | ---- | --------------------------- |
| 131-138 | LAM  | Lampre-Merida               |
| 141-148 | FDJ  | FDJ                         |
| 151-158 | IAM  | IAM Cycling                 |
| 161-168 | LTB  | Lotto-Belisol Team          |
| 171-178 | EUS  | Euskaltel-Euskadi           |
| 181-188 | ALM  | AG2R La Mondiale            |
| 191-198 | AJW  | Accent Jobs-Wanty           |
| 201-208 | OGE  | Orica-GreenEDGE             |
| 211-218 | VCD  | Vacansoleil-DCM             |
| 221-228 | TSV  | Topsport Vlaanderen-Baloise |
| 231-238 | ARG  | Team Argos-Shimano          |
| 241-248 | CRE  | Crelan-Euphony              |

## Ordine d'arrivo (Top 10)
| Pos. | Corridore          | Squadra       | Tempo    |
| ---- | ------------------ | ------------- | -------- |
| 1    | Daniel Martin      | Garmin-Sharp  | 6h38'07" |
| 2    | Joaquim Rodríguez  | Katusha Team  | a 3"     |
| 3    | Alejandro Valverde | Movistar Team | a 9"     |
| 4    | Carlos Betancur    | AG2R La Mond. | s.t.     |
| 5    | Michele Scarponi   | Lampre-Merida | s.t.     |
| 6    | Enrico Gasparotto  | Astana        | a 18"    |
| 7    | Philippe Gilbert   | BMC Racing    | s.t.     |
| 8    | Ryder Hesjedal     | Garmin-Sharp  | s.t.     |
| 9    | Rui Faria da Costa | Movistar Team | s.t.     |
| 10   | Simon Gerrans      | Orica-GreenE. | s.t.     |